# 克里斯·布莱尔
克里斯·布莱尔（英語：Chris Blair，1978年3月4日—），生于因弗卡吉尔，新西兰男子羽毛球运动员。他曾代表新西兰参加1998年和2002年英联邦运动会羽毛球比赛，获得二枚铜牌。